# Epinotia dalmatana
Epinotia dalmatana is een vlinder uit de familie bladrollers (Tortricidae). De wetenschappelijke naam is voor het eerst geldig gepubliceerd in 1891 door Rebel.
De soort komt voor in Europa.